# Tubize
Tubize (neerlandeză Tubeke) este o comună francofonă din regiunea Valonia din Belgia. Comuna este formată din localitățile Tubize, Clabecq, Oisquercq și Saintes. Suprafața totală este de 32,66 km². La 1 ianuarie 2008 comuna avea o populație totală de 22.945 locuitori. 

## Localități înfrățite
- Franța: Mirande;
- Germania: Korntal-Münchingen;
- Italia: Scandiano;